# ドラゴンクエストIX 星空の守り人 Synthesizer & Original Soundtrack
『ドラゴンクエストIX 星空の守り人 Synthesizer & Original Soundtrack』（ドラゴンクエストナイン ほしぞらのまもりびと シンセナイザー アンド オリジナル サウンドトラック）は、『ドラゴンクエストIX 星空の守り人』の音楽CDである。

## 解説
『ドラゴンクエストIX 星空の守り人』初めての音楽CDである。本作は『ドラゴンクエストVIII」空と海と大地と呪われし姫君 オリジナル・サウンドトラック』から2作目のオリジナルサウンドトラックである。さらに『組曲「ドラゴンクエスト」』以来の、シンセサイザー、オリジナルサウンドトラックの2部構成である。作曲、シンセサイザーアレンジはすぎやまこういち。
CDジャケットは、『DQIX』の初回限定版は空色の地にタイトルロゴのみのシンプルなものになっている。通常版はゲームのパッケージーイラストを起用している。初回特典はスペシャルボックス仕様。

## 収録曲

### DISC1「シンセサイザー版」
1. 序曲IX
2. 天の祈り
3. 王宮のオーボエ
4. 来たれわが街へ
5. 夢見るわが街
6. 酒場のポルカ
7. 陽だまりの村
8. 村の夕べ
9. 悲壮なるプロローグ
10. 野を越え山を越え
11. 負けるものか
12. 暗闇の魔窟
13. 洞窟のワルツ
14. そびえ立つ死の気配
15. サンディのテーマ
16. サンディの泪
17. 箱舟に乗って
18. せつなき思い
19. 渦巻く欲望
20. 祈りの詩
21. 仲間とともに
22. 宿命
23. 集え、者たち
24. 運命に導かれ
25. 主（あるじ）なき神殿
26. 決戦の時
27. 星空へ
28. 星空の守り人

### DISC2「オリジナル サウンドトラック」
1. 序曲IX
2. インテルメッツォ（DQIV）
3. 天の祈り
4. 王宮のオーボエ
5. 来たれわが街へ
6. 讃美歌に癒されて（DQVIII）
7. 夢見るわが街
8. 酒場のポルカ
9. 錬金がま（DQVIII）
10. 陽だまりの村
11. 村の夕べ
12. 悲壮なるプロローグ
13. 海図を広げて（DQIV）
14. 野を越え山を越え
15. 負けるものか
16. 暗闇の魔窟
17. 洞窟のワルツ
18. そびえ立つ死の気配
19. サンディのテーマ
20. サンディの泪
21. 箱舟に乗って
22. せつなき思い
23. 渦巻く欲望
24. 祈りの詩
25. 仲間とともに
26. 宿命
27. 集え、者たち
28. 運命に導かれ
29. 主（あるじ）なき神殿
30. 決戦の時
31. 星空へ
32. 星空の守り人
33. クエスト受注 [ME]
34. クエスト・クリア [ME]
35. 転職 [ME]
36. スーパースター [ME]